# Tom i Jerry (2021.)
Tom i Jerry (engl. Tom & Jerry) (objavljen na nekim međunarodnim tržištima kao Tom i Jerry: Film) američki je igrano-animirani film u režiji i produkciji Tim Storyja. Zasnovan na istoimenim likovima. Film je producirao Warner Animation Group studio, a distribuira ga Warner Bros. Pictures. Scenarij je napisao Kevin Costello. Film je u SAD-u objavljen 26. veljače 2021. a u Hrvatskoj dan ranije.

## Radnja
Na Manhattanu, mačak Tom, koji sanja o tome da postane pijanist, nastupa za prolaznike u Central Parku, predstavljajući se kao slijepa mačka. Miš Jerry, u potrazi za novim domom, uništava mu točku, a njih dvoje se na kraju jure. U međuvremenu, mlada Kayla Forester traži posao u Royal Gateu, najprestižnijem hotelu u New Yorku, koji ga je uspijela dobiti nakon što je predala ukradeni životopis. Zatim je zadužena za pomoć menadžeru Terenceu Mendozi u organizaciji raskošnog vjenčanja lokalnih zvijezda Preeta Mehta i Bena koje će se tamo održati. Jerry se smjestio u hotelu i uzrokuje nekoliko problema zbog krađe malih predmeta i hrane, bojeći se da bi to moglo uništiti ugled hotela i brak, menadžer Dubros prihvaća Kaylin prijedlog da preuzme zadatak da se riješi miša. Tom uspijeva provaliti u zgradu kako bi uhvatio Jerryja i, unatoč neuspjehu, sastaje se s Kaylom koja ga unajmljuje da joj pomogne uloviti Jerryja, unatoč Terenceovom neodobravanju.

## Sinkronizacija

### Glasove posudili
- Kayla Judith Forester - Dajana Čuljak
- Terence Mendoza - Jan Kerekeš
- Henry Dubros - Dražen Čuček
- Chef Jackie - Marko Cindrić
- Ben - Ivan Colarić
- Preeta Mehta - Mirna Medaković
- Cameron - Ivan Šarić
- Joy - Katarina Strahinić
- Spike - Domagoj Janković

### Ostali glasovi
- Marko Kutlić
- Iskra Jirsak
- Korana Gvozdić
- Ivan Đuričić
- Siniša Švec
- Milan Peh
- Marko Juraga
- Ivan Pašalić
- Vjekoslav Hudeček
- Tomislav Meštrić
- Gordan Grnović
- Nikica Viličić
- Ana Ćapalija

- Sinkronizacija: Duplicato Media d.o.o.
- Prijevod i prilagodba: Dražen Bratulić
- Redatelj dijaloga: Luka Rukavina